# Bene Beraq

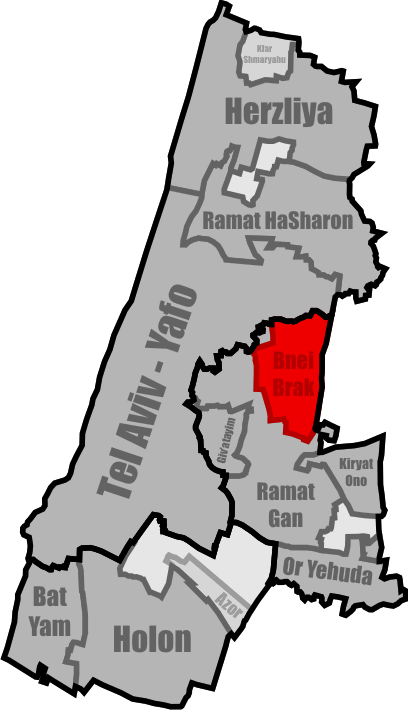
Localização de Bene Beraque no Distrito de Tel Aviv

Bene Beraq (escrita, não-oficialmente, também como Bnei Brak ou Bnei Berak)  é uma cidade no distrito de Tel-Aviv, a décima em número de habitantes em Israel, fazendo fronteira com Tel-Aviv, com Ramat Gan, Peta Tiqvah, e com Giv'at Shamuel. É um dos centros principais da comunidade religiosa judaica ultra-ortodoxa (Haredi).
A cidade foi fundada em 1924 por um grupo de hassídicos provenientes de Varsóvia, que na Polônia pertenciam à sociedade "Casa e Propriedade" (Bait ve-Nachalah), que tratava das terras que eram compradas do vilarejo dos árabes dos arredores de Al-Khayriyya (que então passou a se chamar Even Ibraq). Seu nome lhe foi dado com base no nome dos antigos habitantes judeus que viviam ao seu redor, que eram chamados de bney brak (Baraque), isto é, "filhos de Baraque" (filhos da iluminação). Nela morou o mestre rabino Aquiba (cujo nome depois passou a nomear a primeira rua de Bene Beraq, a "Rua Rabino Aquiba" (rechov rabi 'akiyva - רחוב רבי עקיבא).
A jurisdição da cidade, que na época de sua fundação possuia aproximadamente 326 acres (cerca de 1.319.275 m²), conta hoje com 1.751 acres (quase 71 milhões de m²). A maior parte da área está coberta de edifícios residenciais, industriais e comerciais. Recebeu o título de cidade no ano de 1949.
Bene Beraq é uma cidade de estilo ultra-ortodoxo. Na cidade existem várias Yeshivot (escolas religiosas tradicionais de estudo dos textos religiosos, como a Torá e o Talmud), especialmente da vertente hassídica e lituana. Além disso, há na cidade várias instituições religiosas. Na área restante da cidade há um bairro secular, Pardes Katz, que se encontra em um processo de judaização. Até a década de 1980, Bene Beraq era a única cidade de Israel considerada ultra-ortodoxa.
A cidade está crescendo mais e mais. Nela foram construídos parques ao norte da cidade e na sua parte central, para o bem-estar dos habitantes.